# Wuikinuxv
Wuikinuxv AFI: [ʔuwik'inuxʷ] também chamado de Oowekeeno /əˈwiːkənoʊ/, Wuikenukv, Wikeno, Owikeno, Oweekano, Awikenox, é um povo indígena das Primeiras Nações, da região da Costa Central da província canadense da Colúmbia Britânica, localizados ao redor de rio Inlet e o lago Owikeno, ao norte do estreito da Rainha Carlota. O povo wuikinuxv e seus vizinhos, os povos heiltsuk e haisla, eram no passado algumas vezes conhecidos incorretamente como os "Kwakiutl do norte".

## História
O nome usado para a aldeia principal da Reserva Indígena Katit No. 1, que fica em uma ilha no rio Wannock, que liga o lago Owikeno ao rio Inlet, "Wannock", significa "veneno" e refere-se a uma invasão de 1848 pelos Heiltsuk, como narrado por John Thomas Walbran em sua obra autorizada sobre nomes costeiros na Colúmbia Britânica:
O lago tem cerca de 55 quilômetros de extensão e está conectado à enseada do rio Oweekayno, agora conhecida pelo nome, adotado pelos índios, de Wannuck (sic); cujo significado é "veneno", como antigamente os visitantes da tribo, evidentemente indesejáveis, tinham a reputação de morrer repentinamente, sendo essas mortes atribuídas ao veneno. Por volta de 1848, essa tribo sofreu terrivelmente com uma invasão de escravos feita pelos poderosos Bella Bellas, que depois de convidar a tribo para um potlatch [...] aguardavam seus convidados em uma emboscada e, quando chegaram desavisados, uma canoa atrás da outra, caiu sobre eles um fogo mortal, matando todos os homens e capturando mulheres e crianças. Na manhã seguinte, os Bella Bellas avançaram sobre Katil [uma das suas principais aldeias e uma das mais antigas, em uma pequena ilha [...] situada no lago à beira do rio] em um ataque surpresa no qual três homens e uma mulher foram mortos e 32 mulheres e crianças capturadas.Original (em inglês): British Columbia Coast Names, 1592-1906: their origin and history— John T. Walbran (em inglês)

## Cultura
A cultura foi estruturada da mesma forma que os outros povos indígenas do litoral. No auge da civilização costeira, o território Wuikinuxv abrangia a foz do rio Inlet até as águas do lago Owikeno. Eles usam as bagas de Vaccinium vitis-idaea como alimento.

## Língua
Oowekyala, a língua do Wuikinuxv, está intimamente relacionada à língua heiltsuk, tanto que é considerado um dos dois dialetos de uma língua chamada heiltsuk-oowekyala, o outro dialeto sendo heiltsuk. Também está intimamente relacionado com o haisla e também com o kwak'wala, o mais falado dos idiomas wakashan do norte. Está também relacionado com o nuu-chah-nulth, o ditidaht e o makah, os idiomas wakashan do sul.

## Governo
O governo do povo Wuikinuxv é a nação Wuikinuxv. A nação Wuikinuxv é membro do Conselho Tribal Wuikinuxv-Kitasoo-Nuxalk, com sede na cidade de Bella Coola.

## Localização e serviços
Atualmente, a pequena comunidade de Rivers Inlet, situada nas margens dos três quilômetros do rio Wannock, é o principal centro do território Wuikinuxv; adjacente a ele é a comunidade das Nações Unidas de Oweekeno, reserva não indiana. Possui pista de pouso e serviço diário de uma companhia aérea local. Nos meses de verão, o serviço das companhias aéreas é interrompido pelo tráfego dentro e fora dos campos de pesca esportiva.

## Fonte
- We Are the Wuikinuxv Nation: Wuikinuxv/Rivers Inlet, Pam Brown, Pacific Northwest Curator, Museu da Antropologia, Universidade da Colúmbia Britânica, 2001